# Nothodiplax dendrophila
Nothodiplax dendrophila es la única especie del género Nothodiplax, en la familia Libellulidae. Es endémica de Surinam. Su hábitat natural es el bosque de galería, aunque los adultos se ven a veces volando entre la vegetación baja de ribera de los arroyos con fondos arenosos.